# エルドリッジ・ホテル
エルドリッジ・ホテル(英語：The Eldridge Hotel)は米国カンザス州ローレンスダウンタウンに所在する歴史的建物である。この建物はホテルになった。

## 歴史
1855年にフリー・ステイト・ホテルとして建てられ、1855年のローレンス略奪でホテルは破壊されたがShalor Eldridgeが買取改修工事を行って、エルドリッジ・ハウスとして再開された。クァントリルの襲撃でまた破壊されたがShalor Eldridgeがまた立て直した。1925年にこのホテルは完全に改修された。1970年にエルドリッジ・ホテルはアパートとして生まれ変わった。1985年にアパートからホテルに戻ったが、2004年にこのビルは売却され、1925年の仕様に変えられた。そのホテルにはShalor Eldridgeの幽霊がいると噂されている。
1986年12月1日にエルドリッジ・ホテルがアメリカ合衆国国家歴史登録財に登録されている。

## 参照
1. 1 2 3 4  “The Eldridge House Hotel”. National Register of Historic Places.  National Park Service. 2017年3月6日閲覧。
2. ↑  “History”. EldridgeHotel.com. 2014年11月10日閲覧。
3. ↑  “Ghost”. EldridgeHotel.com. 2014年11月10日閲覧。